# Esecuzione dei prigionieri politici iraniani del 1988

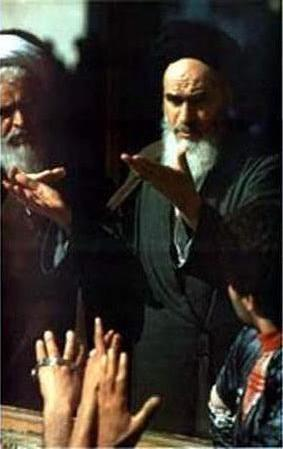
L'ayatollah Ruhollah Khomeyni arringa la folla; fu una sua fatwā a dare inizio alla repressione del 1988

Per esecuzione dei prigionieri politici iraniani del 1988 (Persiano: ۱۳۶۷ اعدام زندانیان سیاسی در تابستان), ci si riferisce alle sistematiche esecuzioni di migliaia di prigionieri politici progressisti, da parte del regime iraniano, nel 1988.

## Storia
Queste esecuzioni iniziarono il 19 luglio 1988 e durarono circa 5 mesi. I principali obiettivi erano i membri dei Mujaheddin del Popolo Iraniano, noto anche come Esercito di Liberazione Nazionale dell'Iran, e un minore numero di prigionieri politici di altre organizzazioni di sinistra come il Tudeh, il partito comunista iraniano. Queste uccisioni sono state definite "un atto di violenza senza precedenti nella storia iraniana." Le stime del numero delle esecuzioni variano da un minimo di 8.000 a 30.000.
Grande cura è stata presa per tenere segrete queste uccisioni, ed il governo iraniano nega tuttora che abbiano avuto luogo, ma, data la vastità delle operazioni, le notizie sono comunque trapelate dai superstiti. Sono state formulate più spiegazioni sul perché di queste esecuzioni: la più comune è che sarebbero state una ritorsione per l'attacco sulle frontiere occidentali iraniane da parte del PMOI, ma questo era accaduto quando già le uccisioni erano incominciate e non spiega le esecuzioni di membri di altri gruppi di sinistra che si sono opposti all'invasione dei Mujaheddin.
È stato stimato che la maggior parte dei giustiziati erano studenti delle superiori, universitari o laureati da poco, e più del 10% erano donne. L'avvio delle esecuzioni è avvenuta tramite una fatwā (un decreto religioso) dell'allora guida suprema dell'Iran, l'ayatollah Ruhollah Khomeyni. L'allora primo ministro Mir-Hosein Musavi, nonché attuale principale oppositore del regime di Mahmud Ahmadinejad, è considerato come uno dei responsabili dal Consiglio Nazionale della Resistenza Iraniana in esilio, assieme a Ebrahim Raisi; nel maggio del 2009 un gruppo di studenti iraniani ha provato a chiedere spiegazioni direttamente all'ex primo ministro senza tuttavia ricevere risposta.